# Nuoto ai XIX Giochi del Mediterraneo - 100 metri stile libero maschili
La gara dei 100 metri stile libero maschili ai XIX Giochi del Mediterraneo si è svolta il 2 luglio 2022. Al mattino si sono svolte le batterie, mentre la finale si è disputata nel pomeriggio.

## Podio
| Pos. | Atleta          | Nazione    |
| ---- | --------------- | ---------- |
|      | Filippo Megli   | Italia     |
|      | Diogo Ribeiro   | Portogallo |
|      | Alessandro Bori | Italia     |

## Record
Prima della manifestazione il record del mondo (RM) e il record dei Giochi del Mediterraneo (RG) erano i seguenti.
|  | 46"91 | César Cielo Filho | 30 luglio 2009 Roma    |
|  | 47"83 | Alain Bernard     | 29 giugno 2009 Pescara |

Durante la competizione non sono stati migliorati record.

## Risultati

### Batterie
| Pos. | Batteria | Corsia | Atleta              | Nazionalità | Tempo | Note |
| ---- | -------- | ------ | ------------------- | ----------- | ----- | ---- |
| 1    | 1        | 6      | Charles Rihoux      | Francia     | 48"58 | Q    |
| 2    | 2        | 4      | Filippo Megli       | Italia      | 49"18 | Q    |
| 3    | 2        | 5      | Alessandro Bori     | Italia      | 49"45 | Q    |
| 4    | 1        | 5      | Andreas Vazaios     | Grecia      | 49"62 | Q    |
| 5    | 3        | 4      | Diogo Ribeiro       | Portogallo  | 49"66 | Q    |
| 6    | 1        | 4      | Uroš Nikolić        | Serbia      | 49"78 | Q    |
| 7    | 2        | 3      | Luis Domínguez      | Spagna      | 49"81 | Q    |
| 8    | 2        | 2      | Mario Šurković      | Croazia     | 49"82 | Q    |
| 9    | 3        | 6      | Mario Mollà         | Spagna      | 50"06 |      |
| 10   | 3        | 5      | Miguel Nascimento   | Portogallo  | 50"10 |      |
| 11   | 2        | 6      | Stergios Bilas      | Grecia      | 50"23 |      |
| 12   | 3        | 3      | Nikola Aćin         | Serbia      | 50"30 |      |
| 13   | 1        | 3      | Julien Berol        | Francia     | 50"56 |      |
| 14   | 3        | 2      | Emre Sakçı          | Turchia     | 50"97 |      |
| 15   | 3        | 7      | Doğa Çelik          | Turchia     | 51"20 |      |
| 16   | 3        | 1      | Tomàs Lomero        | Andorra     | 51"86 |      |
| 17   | 1        | 7      | Fares Benzidoun     | Algeria     | 52"48 |      |
| 18   | 2        | 7      | Mehdi Nazim Benbara | Algeria     | 52"78 |      |
| 19   | 2        | 1      | Andreas Pantziaros  | Cipro       | 55"07 |      |
| 20   | 1        | 1      | Siraj Al-Sharif     | Libia       | 56"89 |      |
| 21   | 1        | 2      | Drini Ujkashej      | Albania     | 59"37 |      |

### Finale
| Pos. | Corsia | Atleta          | Nazionalità | Tempo | Note |
| ---- | ------ | --------------- | ----------- | ----- | ---- |
|      | 5      | Filippo Megli   | Italia      | 49"00 |      |
|      | 2      | Diogo Ribeiro   | Portogallo  | 49"02 |      |
|      | 3      | Alessandro Bori | Italia      | 49"12 |      |
| 4    | 4      | Charles Rihoux  | Francia     | 49"15 |      |
| 5    | 6      | Andreas Vazaios | Grecia      | 49"50 |      |
| 6    | 1      | Luis Domínguez  | Spagna      | 49"82 |      |
| 7    | 7      | Uroš Nikolić    | Serbia      | 49"85 |      |
| 8    | 8      | Mario Šurković  | Croazia     | 50"61 |      |